# Alexandre-François Debain
Alexandre-François Debain (6 de juliol de 1809 - 3 de desembre de 1877) va ser un inventor francès que va desenvolupar l'harmònium. Va fer un sistema d'acció nou, en el que, quan es prem una nota en el teclat, s'obre una vàlvula que emet el so de l'instrument. El va patentar a París el 1842.